# 北海道農業経済学会
北海道農業経済学会（ほっかいどうのうぎょうけいざいがっかい、英語: The Agricultural Economics Society Of Hokkaido）は、日本の学術研究団体の一つ。

## 概要
1951年1月17日設立。学術研究団体としての種別は単独学会。事務所所在地は北海道札幌市。
農業経済に関する研究を行い、農業経済学と農業・ 農村の発展に寄与することを目的としている。

## 沿革
- 1956年 - 農業経済学会北海道支部発足（前身）。
- 1970年 - 北海道農業経済学会に改称。

## 刊行物

### フロンティア農業経済研究
- 誌名（和文）：フロンティア農業経済研究
- 誌名（欧文）：THE FRONTIERS OF AGRICULTURAL ECONOMICS
- 創刊年：2010
- 資料種別：ジャーナル（査読付き論文を含む）
- 使用言語：日英混在
- 発行形態：印刷体
- 著作権帰属先：著者
- クリエイティブコモンズ：定めていない
- 購読：有料